# Кеннеди, Роза
Ро́за (Ро́уз) Эли́забет Фи́цджеральд Ке́ннеди (англ. Rose Elizabeth Fitzgerald Kennedy; 22 июля 1890 — 22 января 1995) — американский филантроп, жена Джозефа Патрика Кеннеди (1888—1969), фактический матриарх клана Кеннеди, мать девяти детей, среди которых президент США Джон Ф. Кеннеди, а также сенаторы Роберт Фрэнсис Кеннеди и Эдвард Мур Кеннеди.

## Начало жизни
Роза Фицджеральд Кеннеди родилась в Бостоне, штат Массачусетс, США. Она была старшим ребёнком в семье Джона Ф. Фицджеральда, и его жены, Мэри Джозефин Хэннон, бывших представителями влиятельного бостонского демократического клана Фицджеральдов. Её отец был выдающейся фигурой в политике Бостона, дважды занимавший пост мэра этого города и впоследствии ставший депутатом Конгресса США.
Начальное образование Роза получала в голландской монастырской школе Кастил Блюмедаал, расположенной в городе Валс, после чего продолжила образование в Дорчестерской средней школе, которую она окончила в 1906 году. Кроме того, она также посещала бостонскую музыкальную консерваторию New England Conservatory, где училась игре на фортепиано. После окончания средней школы поступила в частный нью-йоркский колледж Manhattanville College of the Sacred Heart.

## Замужество
После семи лет ухаживаний 8 октября 1914 года она вышла замуж за Джозефа Патрика Кеннеди. У Розы и Джозефа было девять детей. После смерти мужа в ноябре 1969 года Роза Кеннеди стала вдовой. Она пережила четырёх из своих девяти детей.
Супруг содержал её и семью в достатке, но был неверен в браке. Будучи на восьмом месяце беременности своим третьим ребёнком (Розмари Кеннеди), Роза вернулась к своим родителям. Представ перед отцом, она услышала напоминание, что он католик и не признаёт развод, и что она продолжит жить с пожизненно выбранным мужем. Роза вернулась обратно и стоически переносила все любовные увлечения мужа, среди которых оказалась кинозвезда Глория Свенсон. Последняя однажды высказалась по этому поводу: «эта Роза должна быть святой, дурой или является лучшей актрисой, чем я».
Роза считала, что смысл секса в продолжении рода и предпочитала не обращать внимание на любовные увлечения мужа, хотя знала о них. Она подвергалась лечению транквилизаторами для снятия её нервозности и стресса, нарушенной функции желудка.
Строгое следование католической доктрине часто являлось причиной конфликтов Розы с её детьми, особенно с дочерью Кэтлин. Роза отказалась присутствовать на свадьбе дочери, ставшей женой Уильяма Кавендиша, старшего сына 10-го герцога Девонширского, известного как маркиз Хартингтон, поскольку он принадлежал к англиканской церкви. Они восстановили нормальные отношения после гибели маркиза во Второй мировой войне.
Когда её дочь Кэтлин Кавендиш, маркиза Хартингтон, известная как леди Хартингтон, сама погибла в авиакатастрофе в 1948 году (в которой также погиб её новый жених Питер Уэнтуорт-Фицвильям, 8-й граф Фицвильям, разведённый англиканин) на церковной церемонии и погребении в Девоншире присутствовал только её отец.

## Дети

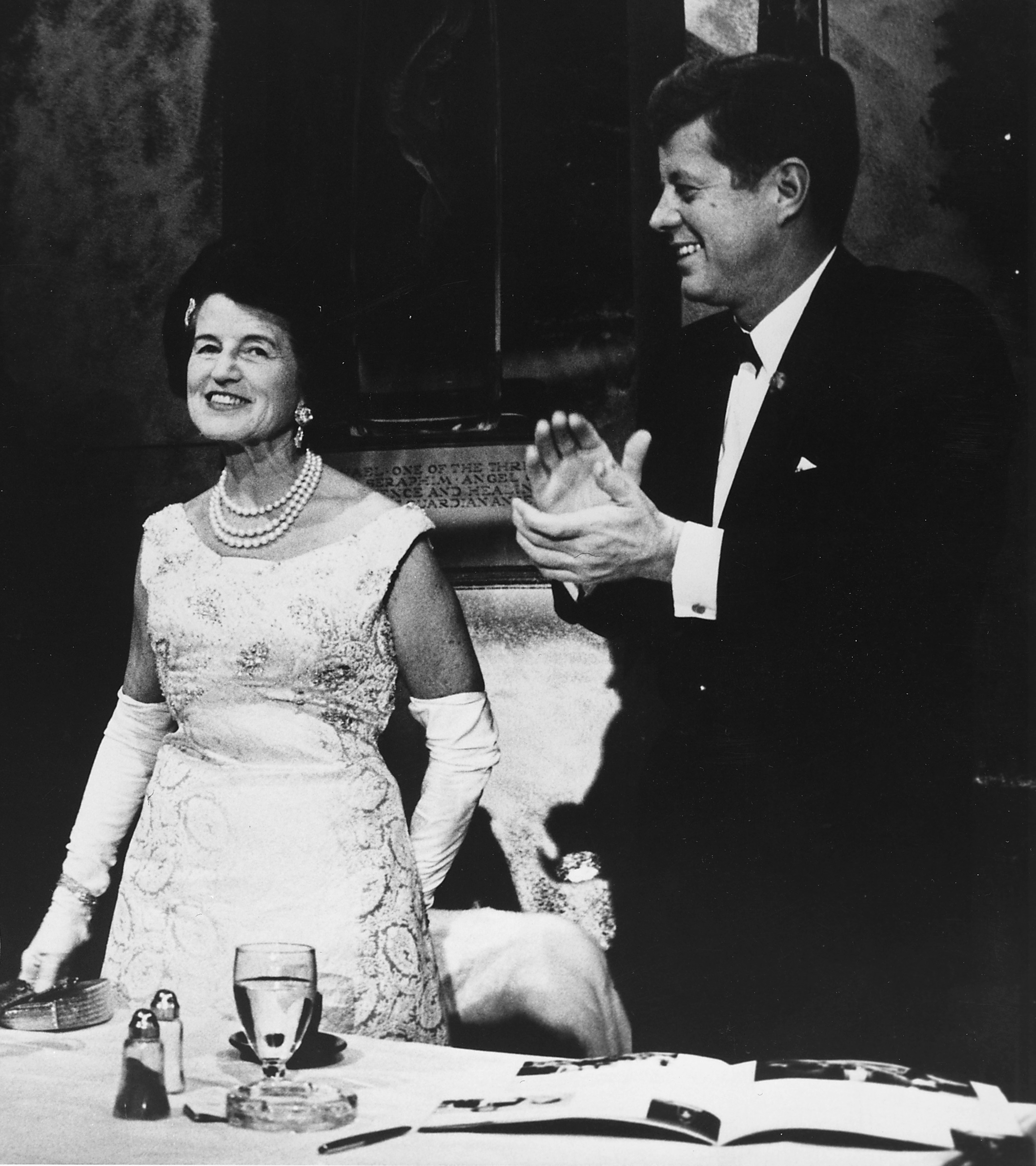
Роза Кеннеди и её сын Президент США Джон Ф. Кеннеди в 1962 г.

| Имя                                 | Дата рождения    | Дата смерти      | Краткая биография | Причина смерти                                                             |
| ----------------------------------- | ---------------- | ---------------- | --- | -------------------------------------------------------------------------- |
| Джозеф П. Кеннеди-младший           | 25 июля 1915     | 12 августа 1944  | ВВС Армии США лётчик | самолёт военно-морской авиации взорвался над Ла Маншем                     |
| Джон Ф. Кеннеди                     | 29 мая 1917      | 22 ноября 1963   | Палата Представителей Конгресса США (1947—1953) Сенатор США (1953—1960) Президент США (1961—1963)                                  | застрелен в результате покушения 22 ноября 1963 года в Далласе, штат Техас |
| Розмари Кеннеди                     | 13 сентября 1918 | 7 января 2005    | перенесла лоботомию в 1941 году, которая сделала её инвалидом, содержалась в лечебных учреждениях с 1949 года до момента её смерти | естественные причины                                                       |
| Кэтлин Кавендиш, маркиза Хартингтон | 20 февраля 1920  | 13 мая 1948      | маркиза Хартингтон с 6 мая 1944 года замужем, муж Уильям Кавендиш, маркиз Хартингтон                                               | погибла в авиакатастрофе в 1948 году, Франция                              |
| Юнис Мэри Кеннеди                   | 10 июля 1921     | 11 августа 2009  | Международная поборница за права лиц с нарушением развития. Основала Специальные Олимпийские Игры                                  | естественные причины                                                       |
| Патриция Кеннеди Лоуфорд            | 6 мая 1924       | 17 сентября 2006 | | осложнения от перенесённой пневмонии                                       |
| Роберт Фрэнсис Кеннеди              | 20 ноября 1925   | 6 июня 1968      | Генеральный прокурор США (1961—1964) Сенатор США (1965—1968)                                                                       | погиб в результате покушения в 1968 году в Лос-Анджелесе, штат Калифорния  |
| Джин Кеннеди Смит                   | 20 февраля 1928  | 17 июня 2020     | Посол США в Ирландии (1993—1998)                                                                                                   | естественные причины                                                       |
| Эдвард Мур Кеннеди                  | 22 февраля 1932  | 25 августа 2009  | Сенатор США (1962—2009) | рак мозга                                                                  |

## Наследие
В 1951 году Папа Римский Пий XII присвоил Розе Кеннеди титул «графини» в качестве признания её «примерного материнства и многих благотворительных работ».
Будучи широко известной своими филантропическими усилиями, она в возрасте 90 лет возглавляла Парад Прародителей на Специальной Олимпиаде. Её жизнь и достижения отражены в коротком документальном фильме, получившем премию «Оскар» Rose Kennedy: A Life to Remember.